# Згуровський Михайло Захарович
Миха́йло Заха́рович Згуро́вський — 3-й Міністр освіти і науки України, доктор технічних наук, професор, академік НАН України, Національної академії педагогічних наук України, член Президії НАН України, іноземний член Російської академії наук (8 березня 2022 подав заяву про вихід зі складу іноземних членів РАН), іноземний член-кореспондент Австрійської академії наук (відділення математики та природничих наук. Науковець і фахівець у галузі кібернетики, системного аналізу, інтелектуального аналізу великих даних, теорії прийняття рішень.
Ним узагальнені базові положення теорії системного аналізу, закладені основи системної математики, запропоновано новий підхід до теорії екстремальних задач для нелінійних операторних, диференціально-операторних рівнянь та включень, варіаційних нерівностей.
Найбільш відомі застосування результатів його наукових досліджень належать до галузі математичної геофізики, геоінформатики, соціально-економічних проблем сучасного суспільства.
Є членом громадської організації «Асоціація ректорів вищих технічних навчальних закладів України» та Рада конкурентоспроможності України. Входить до складу редколегії журналу «Кібернетика та системний аналіз».

## Життєпис
Михайло Захарович Згуровський народився 30 січня 1950 року в селищі міського типу Скалі-Подільській Борщівського району (на той час Скала-Подільського району) Тернопільської області.
1975 — закінчив Київський політехнічний інститут, факультет систем управління, спеціальність — «Автоматизовані системи управління».
Кандидатська дисертація — «Оптимальне дискретне управління одним класом розподілених процесів нестаціонарного теплообміну» (1979).
Докторська дисертація — «Автоматизоване проєктування та оптимальне управління нестаціонарними процесами і полями в умовах невизначеності даних» (1984).
Березень 1975 — серпень 1986 — інженер, старший інженер, старший науковий співробітник, професор кафедри технічної кібернетики Київського політехнічного інституту.
Травень 1986 — серпень 1987 — заступник начальника Управління науково-дослідних робіт Міністерства вищої та середньої спеціальної освіти УРСР.
Серпень 1987 — березень 1988 — професор кафедри технічної кібернетики Київського політехнічного інституту.
Березень 1988 — квітень 1992 — проректор з навчальної роботи Київського політехнічного інституту.
Квітень 1992 — липень 2024 — ректор Київського політехнічного інституту (з 2016 — Національній технічний університет України «Київський політехнічний інститут імені Ігоря Сікорського»).
Листопад 1994 — січень 1999 — Міністр освіти і науки України.
З 1996 по 2015 — директор (з 2015 — науковий керівник) Інституту прикладного системного аналізу МОН України та НАН України.
На теперішній час обіймає посаду професора.
У 2006 виступив фундатором роботи в Україні неурядової організації «Світовий центр даних з геоінформатики та сталого розвитку» (WDS-Ukraine), яка є повноправним членом Світової системи даних (WDS) Міжнародної ради з науки (ISC). Центр (WDS-Ukraine) спеціалізується на проведенні міждисциплінарних досліджень складних систем різної природи.
В його науковій школі підготовлено 14 докторів і понад 50 кандидатів наук. Він є автором 52 винаходів, автором і співавтором понад 800 наукових праць, 43 монографій та підручників, виданих у Німеччині, США, Швейцарії, Польщі, Японії, Китаї, Україні та інших країнах світу.

## Громадська діяльність
З березня 1995  — заступник голови Комісії з питань реформування вищої освіти в Україні.
З серпня 1995  — член Державної комісії з питань реорганізації в галузі науки.
З жовтня 1995  до січня 1999  — голова Державної акредитаційної комісії України.
З лютого 1997  до січня 1999  — член Ради з питань мовної політики при Президентові України.
З 18 січня 2018 по 9 липня 2019 — член (з 23 січня 2018 — Голова) Наглядової ради Державного концерну «Укроборонпром»
З 2023 року — голова ГО «Українська рада миру»
Входить до Поважної ради Громадської ініціативи «Орден святого Пантелеймона».

### Членство у закордонних наукових товариствах
Національний представник наукового Комітету світової системи даних — WDS (Париж, Франція).
Член правління Світової мережі знань про освіту та наукові обміни — EDNES (Страсбург, Франція).
Національний представник в Міжнародній раді науки — ISC (Париж, Франція).
Національний представник Комітету з даних в науках і технологіях — CODATA (Париж, Франція).
Член комітету керівників ЮНЕСКО за програмою освіті в інтересах сталого розвитку.
Президент Мережі університетів країн Чорноморського регіону — BSUN (Констанція, Румунія) 2008—2010.

## Контраверсії
За інформацією телеканалу новин «24» земля, що належить КПІ, активно забудовується комерційними ЖК. У 1990-х роках, планувалося будівництво низки навчальних корпусів, але за 11 років на території КПІ виросли чотири висотки.
В результаті незалежної юридичної експертизи підтверджено відповідність укладених університетом інвестиційних договорів вимогам законодавства України. Незалежна перевірка, виконана Державною аудиторською службою України, підтвердила відсутність порушень фінансової діяльності в НТУУ «КПІ імені Ігоря Сікорського». Аудит довів, що в Університеті на досить високому рівні було забезпечено цільове використання бюджетних коштів, певність бухгалтерського обліку та звітності, збереження майна, включаючи земельні ділянки, виконання інвестиційних угод і всі інші види діяльності, що підлягають перевірці здійснювалися відповідно до чинного законодавства.
28 вересня 2020 року Господарський суд міста Києва виніс ухвалу за позовом КПІ ім. Ігоря Сікорського до каналу новин «24», визнавши подану інформацію про начебто наявність корупційних схем та незаконне передання землі забудовникам невірогідною, в результаті дій каналу новин «24» було порушено особисте немайнове право КПІ ім. Ігоря Сікорського на недоторканість його ділової репутації. Своїм рішенням від 17.09.2020 року суд постановив поширену інформацію про КПІ ім. Ігоря Сікорського спростувати шляхом оголошення повного тексту резолютивної частини рішення суду в ефірі телеканалу «24» та на вебсайті телеканалу «24», а фрагменти та коментарі, які містять невірогідною та принизливу репутацію КПІ ім. Ігоря Сікорського, — вилучити з вебсайту телеканалу новин «24».
2 лютого 2021 року КПІ ім. Ігоря Сікорського повторно виграв справу в Північному апеляційному господарському суді. Суд залишив без задоволення апеляційну скаргу ПАТ «Телерадіокомпанія Люкс» (телеканал новин «24») у цій справі та постановив спростувати поширену невірогідну інформацію шляхом оголошення повного тексту резолютивної частини рішення суду в ефірі телеканалу новин «24» та на вебсайті телеканалу «24», а матеріали, які містили невірогідну та принизливу репутацію КПІ ім. Ігоря Сікорського інформацію, вилучити з вебсайту телеканалу новин «24».
В березні 2021 року поширена наклепницька інформація була спростована журналістами телерадіокомпанії «24 каналу» шляхом оголошення повного тексту резолютивної частини рішення суду в ефірі телеканалу «24» та на вебсайті телеканалу «24», а матеріали, які містили неправдиву та принизливу репутацію КПІ ім. Ігоря Сікорського інформацію було вилученню з вебсайту телеканалу новин «24»

## Нагороди та відзнаки
- Заслужений діяч науки і техніки України (2000)[28];
- Тричі лауреат Державної премії України в галузі науки і техніки (1990, 1999, 2005);[29]
- Лауреат премії ім. В. М. Глушкова НАН України (1995);[30]
- Лауреат премії ім. В. С. Михалевича НАН України (2004);[31]
- Лауреат премії ім. С. О. Лебедєва НАН України (2019);[32]
- Лауреат премії Кабінету Міністрів України за розроблення, впровадження інноваційних технологій (2023);[33]
- Ушанований державних нагород України (повний кавалер Ордена «За заслуги»), В'єтнаму, Естонії, Італії, Китаю, Польщі, Франції, Японії;
- Нагороджений медаллю «Złota Odznaka Honorowa», Польща (1995);
- Нагороджений медаллю імені академіка М. О. Садовського РАН (2006);
- Нагороджений знаком академіка Російської академії наук (2008)[34];
- Нагороджений медаллю «Zasłużony dla Politechniki Poznańskiej» («За заслуги перед Познаньською політехнікою»), Польща (2018)[35][36];
- Нагороджений нагрудним знаком «За наукові та освітні досягнення» (2021);[37]
- Має звання «Почесний доктор» понад 15 університетів України, Білорусії, Польщі, Росії.